# O Herre, var oss nådelig
O Herre, var oss nådelig är en psalm med text skriven av Johan Olof Wallin.

## Publicerad i
- 1819 års psalmbok som nr 403 under rubriken "Kristligt sinne och förhållande".[1]